# Жигалкін Олександр Олександрович
Олександр Олександрович Жигалкин (1 лютого 1968 року, Москва, СРСР) — радянський і російський актор і режисер театру, кіно і телебачення, сценарист і продюсер . Найбільш відомий за режисерським робіт в телепроєктах «6 кадрів», «Слава Богу, ти прийшов!», «Татусеві доньки», «Вороніни»   .

## Біографія
Олександр Жигалкин народився 1 лютого 1968 року в Москві. У 1992 році закінчив акторський факультет Вищого театрального училища ім. Щукіна. Актор і один із засновників театру «Вчений мавпа». Доцент кафедри акторської майстерності естрадного факультету РАТІ. Директор-упорядник Центрального Будинку актора ім. А. А. Яблочкіної. Співзасновник продюсерського центру Рідеамус. Член Академії російського телебачення.

## Сім'я
- Перша дружина — актриса Дарина Повереннова
- дочка Поліна, 1992 р р.
- Друга дружина — продюсер Катерина Жигалкина
- дочка Анастасія Жигалкина 2001 р р.
- Третя дружина — актриса Світлана Антонова [3]
- дочка Марія, 2004 р р. (дочка Олега Долина )
- дочка Таїсія, 2012 р р.
- син Арсеній, 8 квітня 2016 р р.

## Фільмографія

### Актор
- 1983 — В місті хороша погода... — школяр
- 1992 — Анкор, ще анкор! — лейтенант
- 1993 — Кодекс безчестя — співробітник КДБ
- 1993 — Італійський контракт
- 1996 — Повернення «Броненосця» — реєстратор РАГСу
- 1998 — Ретро утрьох — моряк
- 2001 — Марш Турецького 2 - Андрій Говоров, журналіст (фільм № 3 «Ціна життя - смерть»)
- 2001 — Левова частка
- 2005 — Дорога передача — в епізодах
- 2006 — 2014 — 6 кадрів — в епізодах
- 2006 — Хто в домі господар? — конферансьє в ресторані / менеджер Микити Вороніна (серія «Коли ми були молодими-2»), менеджер (серія «Інше життя»)
- 2009 — Татусеві дочки — Сан Санич, директор радіо «Активного», яскраво виражений чінопочіталец
- 2010 — Гаражі — капітан міліції (3-тя серія «Останній викрадення»)
- 2013 — Брати по обміну — Кирило Віталійович, заступник Чумакова
- 2015—2019 — Вороніни - Олександр Олександрович, новий начальник Кості
- 2019 — Батьки — Володимире Івановичу тато Поліни

### Режисер
- 2001 — 2003 — Кишкін будинок
- 2005 — Дорога передача
- 2006 — 2014 — 6 кадрів
- 2006 — Брати по-різному
- 2006 — 2008 — Хто в домі господар?
- 2007 — Вся така раптова
- 2007 — 2013 — Татусеві дочки (1-12, 15-16 сезони)
- 2009 — 2019 — Вороніни
- 2009 — 2012 — Одна за всіх
- 2010 — Гаражі
- 2013 — 2014 — Брати по обміну
- 2013 — Батьки
- 2015 — Пансіонат «Казка», або Чудеса включені
- 2016 — Вітя в законі
- 2017 — Форс-мажор

### Сценарист
- 2015 — Пансіонат «Казка», або Чудеса включені

### Продюсер
- 2012 — 2014 — 6 кадрів
- 2013 — Брати по обміну
- 2013 — Батьки

### Актор озвучування
- 1989 — «Піф і Геркулес» (мультсеріал)
- 2004 — «Лускунчик» (мультфільм)

## Театр

### Режисер
- «Сон у зимову ніч» ( ДК ім. Зуєва )
- «Швейк, або Гімн ідіотизму» ( Театр Сатири )
- «Хлопчик, який занадто швидко ріс» (опера для дітей, Джанкарло Менотті)
- «Шість кадрів шоу»

### Актор
- «Місто мишей» (театр «Вчена мавпа»)
- «Акторські ігри» (комічний театр «Квартет І»)
- «Птахи» (Театр Естради)
- «Ля комедія 2, або Зовсім інша історія з елементами великого мистецтва» (комічний театр «Квартет І») — Піту, слуга мсьє Селімара
- «Швейк, або гімн ідіотизму» (Театр Сатири) — аукционщик
- «Клуб комедії» (комічний театр «Квартет І»)
- «Веселі хлопці» (мюзикл) — пастух Костя Потєхін
- «День виборів» (комічний театр «Квартет І») — Олександр Олександрович, головний режисер обласного театру драми ім. А. С. Петухова
- «Шість кадрів шоу»
- «Татусеві доньки»

## Телебачення
- Автор, актор закадрового озвучення і ляльковод програми «Сам собі режисер» на телеканалі «Росія» (1993-2004)
- Ведучий телепрограми «Телекоктейль на трьох» на ТНТ (2000-2001)
- Режисер-постановник проєкту «Факультет гумору» на Ren-TV (2004) [4]
- Учасник новорічного шоу «Неблакитний вогник» на Ren-TV (2004)
- Режисер-постановник шоу «Слава Богу, ти прийшов!» на СТС (2006-2010)

## Радіо
- Серіал «Пред'явіть документи! на «Авторадіо»
- Серіал «Здрастуйте, лікарю!» на «Авторадіо»
- Серіал «Вірні друзі» на «Авторадіо»
- Ток-шоу «Бліндаж» на «Авторадіо»

## Нагороди
- «ТЕФІ 2011» в номінації «Режисер телевізійної програми» за скетч-шоу «6 кадрів» [5].